# Lathrop (Missouri)
Lathrop – miasto w Stanach Zjednoczonych, w stanie Missouri, w hrabstwie Clinton.